# Andrascz Jaromir Weigoni
Andrascz Jaromir Weigoni (* 18. Januar 1958 in Budapest; † 26. Januar 2021 in Düsseldorf) war ein deutschsprachiger Schriftsteller aus Ungarn.

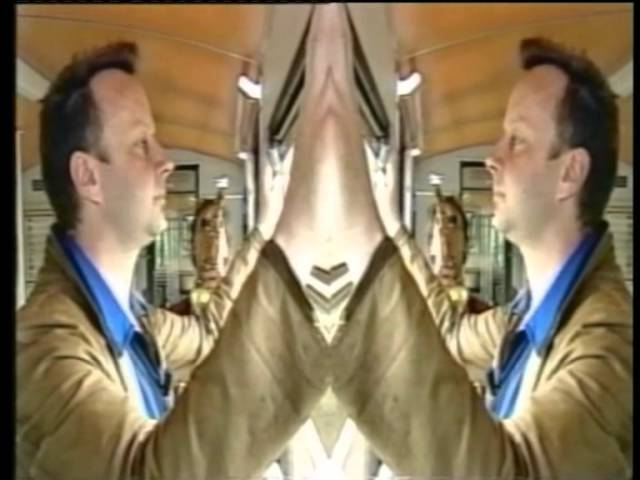
A.J. Weigoni bei einer poetischen Performance

## Leben
Seit 1975 betätigte sich Weigoni, der von 1979 bis 1984 Medienpädagogik an der Universität Düsseldorf studierte, als Autor von Essays, Lyrik, Prosa und Hörspiel. Gedichte (die auch ins Englische, Koreanische, Rumänische und Russische übertragen wurden) und Aufsätze wurden in zahlreichen Anthologien, Literaturzeitschriften und Künstlerbüchern veröffentlicht. Weigoni produzierte eine Reihe von Hörspielen für das Westfälische Landestheater und den WDR (u. a. das Live-Hörspiel Oden an die Zukunftsseelen / Die schwärmerische Lyrik Kaiserin Elisabeths). Mit poetischen Performances gastierte Weigoni unter anderem in Wien (Alte Schmiede), Berlin (Literarisches Colloquium), Hamburg (Literaturhaus), Köln (Filmdose) und Düsseldorf (Kom(m)ödchen). Als Literaturpädagoge leitete er Hörspielseminare, zum Beispiel 'Ohryeure' und 'Zur Sprache bringen…'.

## Werke

### Einzeltitel
- Der lange Atem. Gedichte & Collagen 1975–1985, Verlag Die Schublade Nr. 19 (Zusammenarbeit Bundensring junger Autoren), Mettmann 1985.
- Jaguar. Ein popmoderner Trivialroman, Krash Verlag, Köln 1989.
- Man han isch ne dicke Kopp, Karnevalssingle von Max und Moritz, aka Frank Michaelis und A.J. Weigoni, feat. Marion Haberstroh in der Rolle der Littly Anny Fanny. instant-music, Düsseldorf 1989
- Monster. Unsere netten Nachbarn von nebenan. Stories. Krash Verlag, Köln 1990.
- Letternmusik im Gaumentheater. Gedichte, Rospo Verlag, Hamburg 1995.[3]
- Kollegengespräche. Ventil-Verlag, Mainz 1999.
- Massaker. Kriminalroman (mit Barbara Ester). Krash Verlag, Köln 2001, ISBN 3-927452-18-1.
- Unbehaust. Gedichte. Mit Holzschnitten von Haimo Hieronymus. Künstlerbuch. uräus-Handpresse, Halle an der Saale 2003.
- Faszikel. Künstlerbuch. Edition Das Labor / Haimo-Presse Presse, Neheim 2004.
- Dichterloh. Kompositum in vier Akten. Lyrikedition 2000, München 2005, ISBN 3-86520-091-5.
- Idole. Künstlerbuch. Edition Das Labor / Haimo-Presse, Neheim 2007.
- Vignetten. Novelle. Edition Das Labor, Mülheim an der Ruhr 2009.
- Zombies. Edition Das Labor, Mülheim an der Ruhr 2010.
- Praegnarien. Künstlerbuch. Edition Das Labor / Presse, Neheim 2011.
- Cyberspasz, a real virtuality. Novellen. Edition Das Labor, Mülheim 2012.
- Parlandos, Langgedichte & Zyklen. Edition Das Labor, Mülheim 2013.
- Wortspielhalle. Eine Sprechpartitur. Mit Sophie Reyer. Inventionen von Peter Meilchen. Edition Das Labor, Bad Mülheim 2014.
- Abgeschlossenes Sammelgebiet. Roman. Edition Das Labor, Mülheim 2014.
- Gedichte. Hörbuch mit der Gesamteinspielung des lyrischen Werks. Edition Das Labor, Mülheim 2015.
- Schmauchspuren. Gedichte. Edition Das Labor, Mülheim 2015.
- Partiale. Buch/Katalog-Projekt mit Haimo Hieronymus. Edition Das Labor, Mülheim 2016.
- Letternmusik. Gedichte. Edition Das Labor, Mülheim 2016.
- Wiederbeatmung. Gedichte. Edition Das Labor. Mülheim 2017.
- Der Schuber. Das lyrische Werk + ein Hörbuch mit den Gesamteinspielungen. Edition Das Labor, Mülheim 2017.
- 630. Mit Bildern von Peter Meilchen. Edition Das Labor, Mülheim 2018.
- Lokalhelden. Roman. Edition Das Labor, Mülheim 2018.

### Vorlass
- Vorlass. Gebrauchsprosa. Edition Das Labor, Mülheim 2019.

### Aus dem Nachlass
- Leben’n’Werk, das lyrische Gesamtwerk von A.J. Weigoni in einer TB-Studienausgabe. Edition das Labor 2021
- Wiederbelebungsmasznahme, ein Langstreckenpoem von A.J. Weigoni. mit Rotationen von Haimo Hieronymus. Edition das Labor 2024

### Anthologien und Literaturzeitschriften (Auswahl)
- Jürgen Nendza, Hajo Steinert (Hrsg.): Stadtlandfluss. 111 Dichterinnen und Dichter aus Nordrhein-Westfalen, Lilienfeld Verlag, Düsseldorf 2014.
- Shafiq Naz (Hrsg.): Der deutsche Lyrikkalender 2011. Alhambra Publishing, B-Bertem 2010.
- Axel Kutsch (Hrsg.): Versnetze. Deutschsprachige Lyrik der Gegenwart. Landpresse, Weilerswist 2008–2010.

## Auszeichnungen
- 2007: Das Hungertuch, Künstlerpreis[4]
- 2009: Preis des Forums Literatur (für die Gattung Essay) Ludwigsburg[5]
- 2014: Förderpreis lime_lab für das Projekt Wortspielhalle mit Sophie Reyer, Graz[6]